# Tușnad
Tușnad (veraltet Tușnad-Sat; ungarisch Tusnád oder Nagytusnád) ist eine Gemeinde im rumänischen Kreis Harghita im historischen Szeklerland in Siebenbürgen.
Das Dorf Tușnad wird häufig mit der Kleinstadt Băile Tușnad verwechselt.

## Geographische Lage

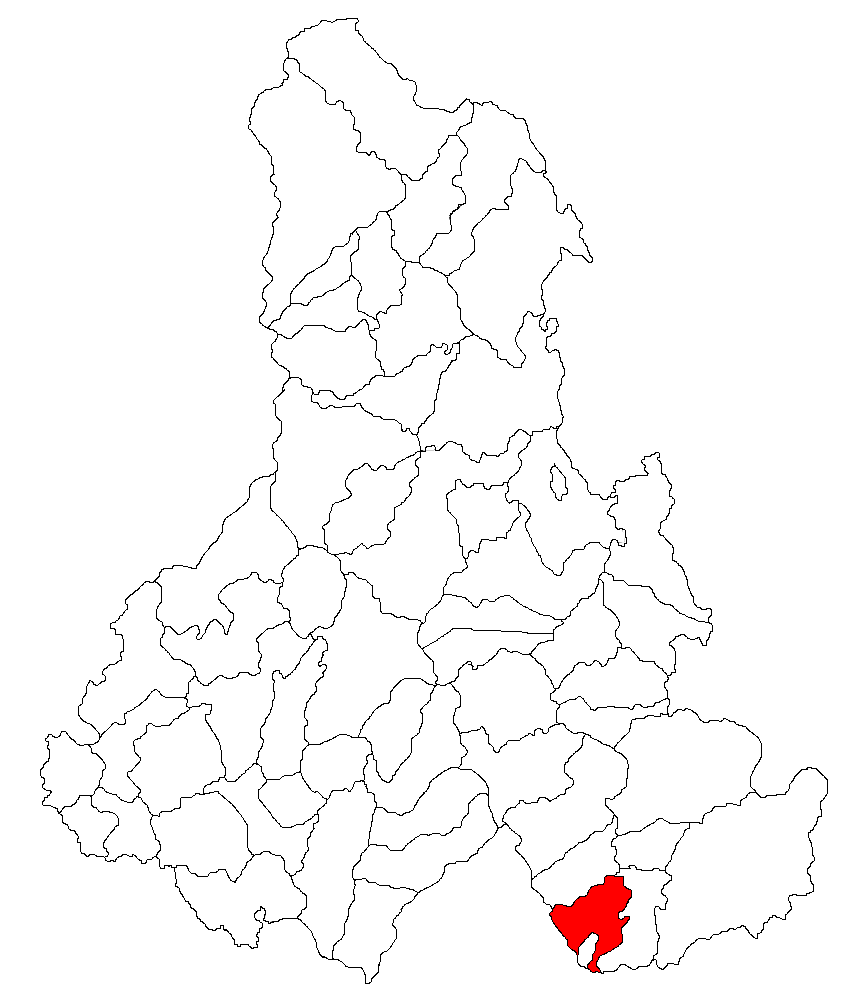
Lage der Gemeinde Tușnad im Kreis Harghita

Die Gemeinde Tușnad liegt östlich Nordsiebenbürgens in den Südwestausläufern des Ciucului-Gebirges, einem Teilgebirge der Ostkarpaten, in der historischen Region Szeklerland. Am gleichnamigen Bach, ein linker Nebenfluss des Olt (Alt) und der Nationalstraße DN12 liegt der Ort Tușnad 25 Kilometer südlich der Kreishauptstadt Miercurea Ciuc (Szeklerburg) entfernt.
Der nächstgelegene Bahnhof (Tușnad Sat) befindet sich im eingemeindeten Dorf Tușnadu Nou an der Bahnstrecke von Sfântu Gheorghe nach Adjud.

## Bevölkerung
Gemäß der Volkszählung von 2011 sind von den 2147 Einwohnern 92,73 % bzw. 1951 Einwohner ungarischer Sprache.

## Sehenswürdigkeiten
- Das Mineralwassermuseum in Tușnad.[3]
- Die römisch-katholische Kirchen in Tușnad 1824 errichtet[4] und die im eingemeindeten Dorf Tușnadu Nou 1897 errichtet und 1995 umgebaut.[5]

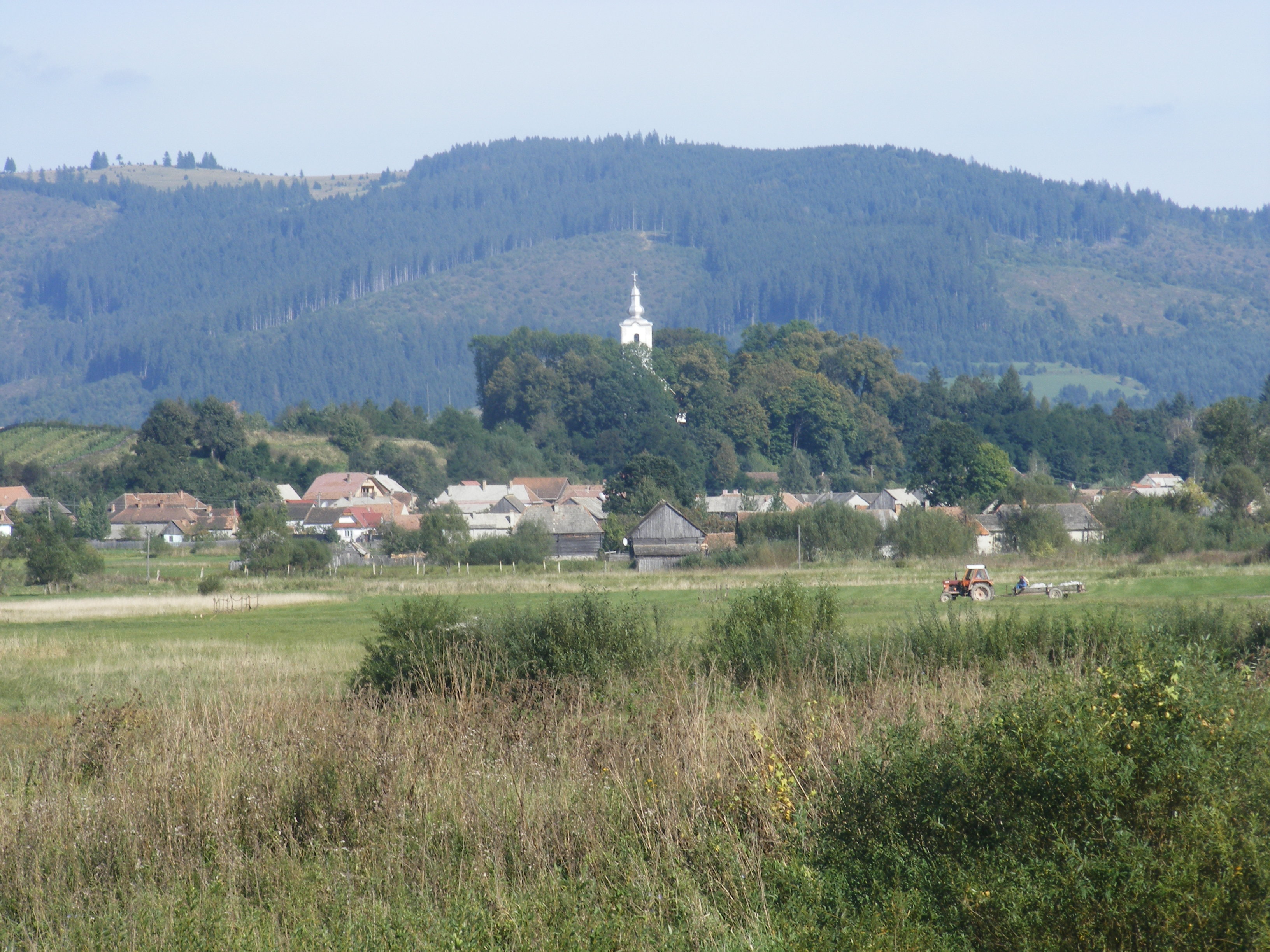
Tușnad
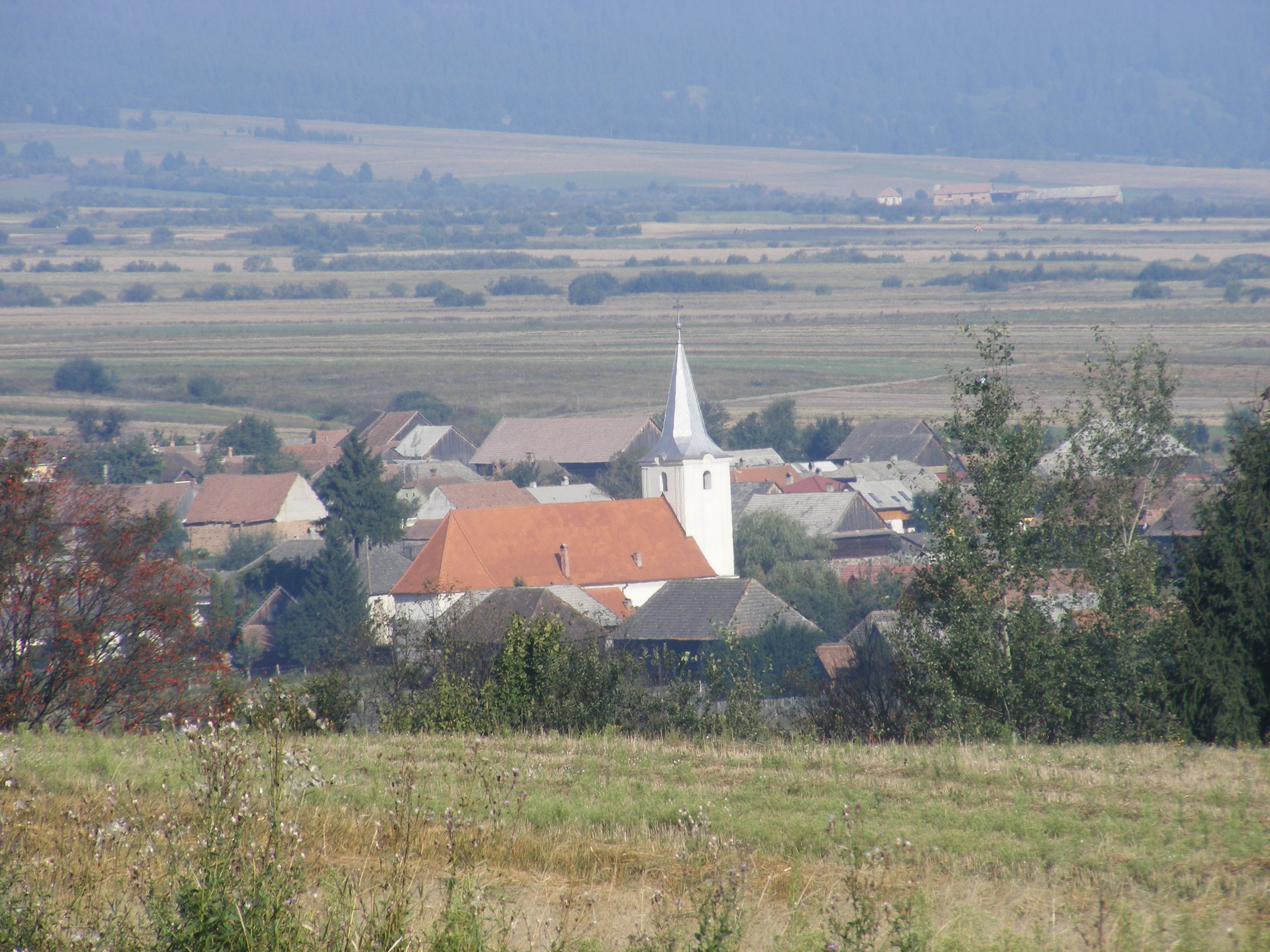
Tușnadu Nou
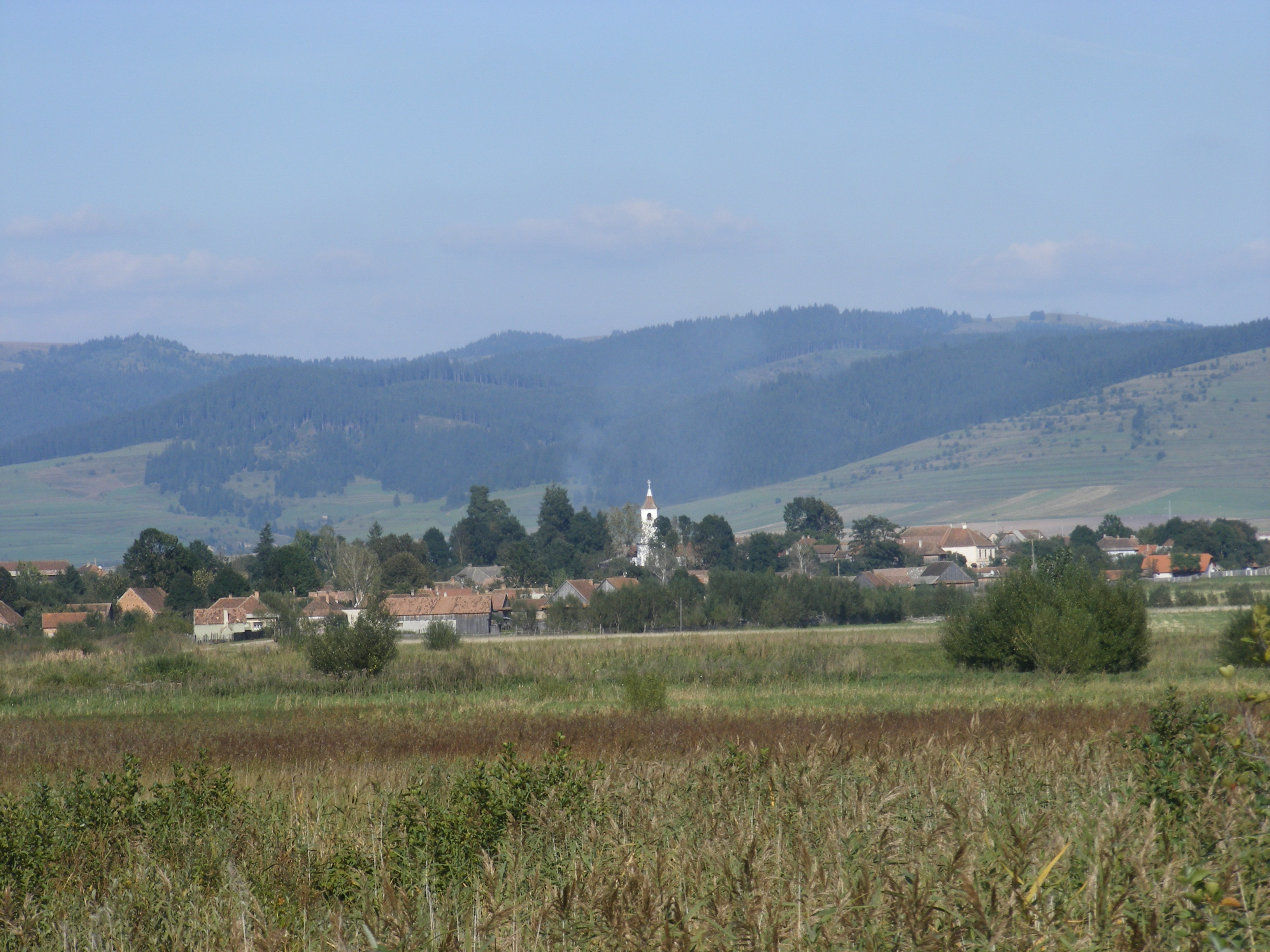
Vrabia